# De ondergang van het Avondland
De ondergang van het Avondland (oorspronkelijke titel: Der Untergang des Abendlandes) is een tweedelig werk door de Duitse filosoof Oswald Spengler. Het eerste deel werd in de zomer van 1918 gepubliceerd. Spengler heeft dit deel in 1922 gereviseerd en publiceerde in 1922 het tweede deel, met als ondertitel Perspectieven van de Wereldgeschiedenis.
Het boek introduceert zichzelf als een 'Copernicaanse revolutie' en verwerpt de eurocentrische kijk op de geschiedenis, in het bijzonder de verdeling van de geschiedenis in de klassieke lineaire tijdvakken, "antiek - middeleeuws - modern". Volgens Spengler zijn de betekenisvolle eenheden niet tijdperken, maar culturen, die als organismen evolueren. Hij onderkent acht hogere culturen: de Babylonische, Egyptische, Chinese, Indische, Meso-Amerikaans (Maya/Azteeks), klassiek (Griekse/Romeins), Arabisch en ten slotte de westerse of "Europees-Amerikaanse" cultuur. Culturen hebben een beperkte levensduur van enige duizenden jaren. De laatste fase van elke cultuur is, in Spenglers woordgebruik, een 'beschaving'. Volgens Pieter Geyl stelt Spengler de beschavingen voor als zelfstandige en onderling ondoordringbare eenheden. Dit is een van de fundamentele elementen van zijn stelsel.
Het boek presenteert ook het idee van moslims, joden en christenen, evenals hun Perzische en Semitische voorouders, als magisch; de Mediterrane culturen van de klassieke oudheid, zoals het oude Griekenland en het oude Rome als apollinisch en de moderne Westerse wereld als faustiaans.
Volgens de theorie van Spengler loopt de Westerse wereld in feite ten einde en manifesteren zich in de 20e eeuw de laatste stuiptrekkingen in het "winterseizoen" van deze faustiaanse beschaving. In Spenglers beschrijving is de Westerse mens een trotse, maar tragische figuur, die hoewel hij doelen nastreeft en creëert, er heimelijk van overtuigd is dat het eigenlijke doel nooit zal worden bereikt.
In Paradiso werd op 10 oktober 2017 de eerste Nederlandse vertaling van het gehele werk gepresenteerd. In het Nederlands heeft het boek de titel De ondergang van het Avondland. Het is uitgegeven in twee delen en vertaald door Mark Wildschut.

## Voetnoten
1. ↑  Spengler O., Op.laud, deel.1, Intro. $6.
2. ↑  Peter Rietbergen (2015) Leesbare verledens. 'Het boek van het ogenblik': Oswald Spengler (1880-1936) en zijn Untergang des Abendlandes (1918-1922): wetenschap, of verledenverbeelding voorbij de wetenschap? In: Clio's stiefzusters. Verledenverbeeldingen voor de geschiedwetenschap, p. 151
3. ↑  De ondergang van het Avondland in Paradiso 10 October 2017 in Paradiso . Gearchiveerd op 27 mei 2022.
4. ↑  NRC:De pr voor deze Hitler-fanaat deugt niet